# Partit del Progrés (Dinamarca)
Partit del Progrés (danès Fremskridtspartiet) partit polític danès fundat el 1972 per l'advocat Mogens Glistrup, qui guanyà força popularitat quan aparegué a la TV danesa afirmant que ell pagava el 0% d'impost sobre la renda. El consideraven com a partit de dreta, donava suport al liberalisme econòmic, creia en tallades dràstiques d'impostos (àdhuc eliminant l'impost sobre la renda) i de les despeses governamentals (va suggerir eliminar totalment les despeses de defensa i comprar una màquina que repetís en rus ens rendim).
A les eleccions legislatives daneses de 1973 va obtenir 28 dels 179 escons al Folketing, el segon partit més votat, però no formà part de cap coalició perquè els altres partits refusaren col·laborar amb ell. Durant els anys 80 va augmentar la seva influència, però aquesta acabà violentament amb una escissió interna.
El partit va perdre suport gradualment, i el 1995, després d'una forta disputa interna pel poder, Pia Kjaersgaard provocà l'escissió del Partit Popular Danès, que li va prendre bona part de la representació a les eleccions de 1998. Així, a les eleccions legislatives daneses de 2001 va perdre tot el suport i va obtenir menys de l'1% de la intenció de vot. Ja no ha participat en les eleccions de 2005 ni en les de 2007, i només té representació a nivell local (un conseller al comtat de Morsø).

## Líders
- 1971-1985: Mogens Glistrup
- 1985-1995: Pia Kjærsgaard
- 1995-1999: Kirsten Jacobsen
- 1999-2001: Aage Brusgaard
- 2001-2003: Aase Heskjær
- 2003-2006: Jørn Herkild
- 2006-2007: Henrik Søndergård
- 2007-2009: Ove Jensen
- 2009-2010: Ernst Simonsen
- 2010- : Niels Højland

## Resultats electorals

### Folketing
| Any  | Vots    | %     | # escons | Govern            |
| ---- | ------- | ----- | -------- | ----------------- |
| 1973 | 485,289 | 15.9% | 28 / 179 | Suport extern     |
| 1975 | 414,219 | 13.6% | 24 / 179 | Oposició          |
| 1977 | 453,792 | 14.6% | 26 / 179 | Oposició          |
| 1979 | 349,243 | 11.0% | 20 / 179 | Oposició          |
| 1981 | 278,383 | 8.9%  | 16 / 179 | Oposició          |
| 1984 | 120,461 | 3.6%  | 6 / 179  | Oposició          |
| 1987 | 160,461 | 4.8%  | 9 / 179  | Oposició          |
| 1988 | 298,132 | 9.0%  | 16 / 179 | Oposició          |
| 1990 | 208,484 | 6.4%  | 12 / 179 | Oposició          |
| 1994 | 214,057 | 6.4%  | 11 / 179 | Oposició          |
| 1998 | 82,437  | 2.4%  | 4 / 179  | Oposició          |
| 2001 | 19,340  | 0.6%  | 0 / 179  | Extraparlamentari |

### Parlament europeu
| Any  | Vots    | %    | Escons | +/- |
| ---- | ------- | ---- | ------ | --- |
| 1979 | 100,702 | 5.7% | 1 / 15 | Nou |
| 1984 | 68,747  | 3.4% | 0 / 15 | 1   |
| 1989 | 93,985  | 5.3% | 0 / 15 | =   |
| 1994 | 59,687  | 2.9% | 0 / 15 | =   |
| 1999 | 14,233  | 0.7% | 0 / 15 | =   |